# Олексіївське військове училище
Олексіївське військове училище — російське піхотне училище, в різні роки носило назву Московське піхотне юнкерське училище і Московське військове училище. У Російській імперії вважалося третім за престижністю після Павловського та Олександрівського.  В даний час в ньому розташовується гуртожиток Загальновійськової академії ЗС РФ.

## Історія

### XIX століття
У 1864 році за наказом міністра Дмитра Мілютіна було засновано Московське піхотне юнкерське училище, яке стало першим юнкерським училищем, що дозволяло отримати вищу офіцерську освіту військовослужбовцям, які не закінчили середню школу. Начальником училища був призначений Олексій Кронман. Училищу були віддані два службові приміщення Катерининського палацу, званих Червоні казарми, які ще наприкінці XVIII століття Павло I віддав військовим. Також в червоних казармах розміщувався Московський 3-й кадетський корпус.
У той час вступити на навчання могли тільки охочі, що перебували на дійсній військовій службі. По закінченні навчання випускники поверталися в свої полки у званні підпрапорщиків. В 1886 році в училищі було відкрито однорічні й дворічні курси. На однорічні набирали тільки юнкерів з вищою освітою. На дворічні курси приймалися люди з середньою освітою, для вступу потрібна була наявність атестата зрілості або свідоцтва про закінчення семи класів реального училища, це давало можливість отримати військове звання, спільно з виконанням військового обов'язку. Однак, у зв'язку з надмірно великим потоком людей з вищою освітою, в 1897 році однорічний курс був скасований, а училище було перейменовано в Московське військове училище. З цього часу для вступу більше не вимагалося попереднього запису в охочі, а по закінченні навчання юнкера отримували офіцерське звання.

### XX століття
У 1906 році шефом училища був призначений син Миколи II — цесаревич Олексій Миколайович (якому в той час було всього два роки), у зв'язку з чим училище знову змінило свою назву і стало Олексіївським військовим училищем.
Під час жовтневих збройних зіткнень 1917 року вихованці та викладачі училища билися проти більшовиків, і вже в листопаді того ж року, після поразки прихильників Тимчасового уряду, училище було розформоване, а будівлі віддані під 1-ші московські Радянські піхотні командні курси.
Згодом деякі випускники та вихованці, які не встигли закінчити курси, брали участь у військових діях проти більшовиків у складі білої армії.
У 1920-х роках в будівлі Олексіївського військового училища була розміщена піхотна школа імені Михайла Ашенбреннера, на базі якої пізніше було створено Тамбовське піхотне училище. У 1945 році Тамбовському піхотному училищу було присвоєно ім'я Маршала Радянського Союзу Бориса Шапошнікова.

### Сучасність
В даний час будівля колишнього Олексіївського військового училища належить військовим, зараз в ньому розміщується гуртожиток Загальновійськової академії та Військового університету Зброєних Сил Російської Федерації.

## Структура училища
В училищі було п'ять рот, кожна з яких включала в себе дві півроти — старших і молодших юнкерів. Роти і півроти комплектувалися строго по ранжиру, п'ята рота була змішаною. Роти були зведені в батальйон під командуванням помічника командира училища по стройовій частині. У дисциплінарному відношенні начальник училища мав права командира полку.
У кожної роти було своє прізвисько:
- 1-ша рота — «крокодили»
- 2-га рота — «візники»
- 3-тя рота — «дівчатка»
- 4-та рота  — «шкалики»
- 5-та рота — «барабанщики»

Після початку Першої світової війни штат училища був збільшений до двох батальйонів.

## Розпорядок дня
7:30 - 8:00 Ранковий огляд, сніданок

8:00 - 8:30 Ранкова гімнастика

8:30 - 14:00 Класні заняття

11:00 - 12:00 Велика перерва. Гарячий сніданок

14:00 - 16:00 Стройові заняття в манежі

16:00 - 17:00 Обід

17:00 - 18:30 Вільний час

18:30 - 20:00 Самостійна робота, підготовка уроків на наступний день

20:00 - 21:00 Вечірній чай, перекличка, молитва

21:00 - 21:30 Стройова церемонія, оголошення нарядів на наступний день

21:30 - 22:30 Вільний час

## Навчальна програма
Дисципліни молодших класів:
- Закон Божий
- Російська мова
- Військова історія
- Хімія
- Гігієна
- Тактика
- Артилерія
- Фортифікація
- Військова географія
- Військова топографія

Додаткові дисципліни старших класів:
- Математика
- Географія
- Військова адміністрація
- Судочинство
- Ручна зброя
- Військовий статут

Дисципліни для юнкерів та охотників:
- Фронт (стройова підготовка)
- Стройова виправка юнкерів
- Поводження зі зброєю в строю
- Фізична підготовка
- Стрільба
- Гімнастика
- Фехтування

Для учнів регулярно проводилися пішохідні або виїзні екскурсії по місцях бойової слави та історичним пам'ятникам.

## Відзнаки учнів

### Прапор училища
У 1897 році училищу було присвоєно прапор. Це було полотно із зображенням у центрі Казанської ікони Божої Матері, яке кріпилося до жовтого древка.

### Погони
Погони училища були червоні без випушки з жовтим вензелем у вигляді літери «А» цесаревича Олексія Миколайовича і з золотим накладними вензелем роти Його Високості.

### Нагрудний знак
Нагрудний знак училищу було присвоєно в 1913 році. У його центрі розміщувався червоний хрест із золотим і чорним обідком по краях, увінчаний золотою Імператорською короною. Під хрестом розташовувалися схрещені тесаки. Посередині знака був накладний двоголовий орел, на якому був зображений золотий вензель цесаревича Олексія Миколайовича у вигляді літери «А», як і на погонах. На нижньому кінці хреста був напис «1864» — рік заснування училища.

### Ювілейний знак
Ювілейний знак був затверджений в 1908 році і виглядав як срібний вінок, перев'язаний стрічкою, на якій був вигравіруваний напис: «19 лютого 1906 р.» — дата призначення цесаревича Олексія шефом училища. Всередині вінка на червоному емалевому опуклому щиті був зображений срібний вензель спадкоємця «А» під Імператорською короною.

## Випуск офіцерів
З 1864 до початку Першої світової війни училище випустило близько 8 150 офіцерів. У 1914 році було вироблено три випуски по 200 чоловік у кожному. На наступний рік за прискореною програмою в армію були відправлені 1 500 офіцерів. У 1916 році був встановлений рекорд: шість випусків загальною кількістю 3 600 осіб. Таким чином за всі роки існування з 1864 по 1917 Олексіївське училище випустило близько 13 850 офіцерів.

## Начальники училища

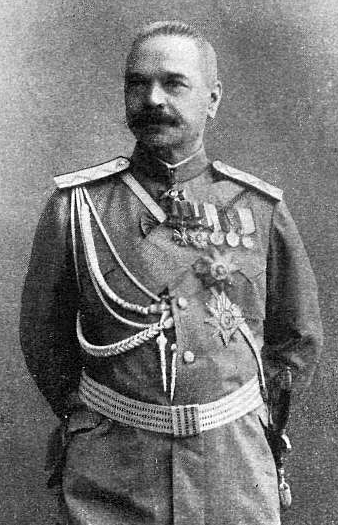
Шатілов Микола Павлович, 1915

- з 10 серпня 1864 по 4 лютого 1874 року — капітан (з 4 квітня 1865 підполковник, з 31 березня 1868 полковник) Олексій Кронман
- з 4 лютого 1874 по 12 січня 1876 року — полковник Олександр Миколайович Кузяевський
- з 1876 по 1889 рік — підполковник (полковник) Микола Іванович Галахов
- з 23 листопада 1889 по 6 грудня 1896 року — полковник (з 30 серпня 1894 генерал-майор) Микола Шатілов.
- з 24 грудня 1896 по 25 червня 1901 року — полковник (з 6 грудня 1897 генерал-майор) Павло Олександрович фон Лайминг
- з 27 липня 1901 по 2 жовтня 1903 року — генерал-майор Петро Яковлєв
- з 2 жовтня 1903 по 27 квітня 1905 року — полковник (з 6 грудня 1904 генерал-майор) Сергій Хабалов
- з 30 квітня 1905 по 8 травня 1909 року — генерал-майор (з 6 грудня 1908 генерал-лейтенант) Володимир Горбатовський
- з 22 травня 1909 по 1917 рік — генерал-майор (з 6 грудня 1915 генерал-лейтенант) Микола Хамін[6].

## Відомі випускники
- Безкороваєв Георгій Гаврилович — полковник Армії Української Держави.
- Ковальський Олександр Миколайович — полковник Армії УНР.
- Стефанович-Стасенко Павло Свиридович - генеральний хорунжий Армії Української Держави.